# XMMS
Икс мултимедија систем је слободни аудио плејер веома сличан Винампу, који ради на многим Униксоликим оперативним системима.

## Историја
су првобитно написали Питер и Микаел Алм као X11Amp новембра 1997, "наводећи недостатак добрих mp3 за Линукс".  Архивирано на веб-сајту  (10. мај 2003) Плејер је направљен да личи на Винамп, који је објављен у мају те године. Као такав, XMMS подржава Винампове коже (енгл. skin) још од свог издања. Иако је првобитно издање урађено под лиценцом која није пружала приступ изворном коду програма, сада је он издат под ГНУ општом јавном лиценцом.
10. јуна 1999. године, 4Front Technologies је одлучила да спонзорише развој X11Amp-а и пројекат је преименован у XMMS  - акроним за X MultiMedia System. Већина корисника овог програма мисле да ово значи "X11 MultiMedia System" или "X Window MultiMedia System"; званична интерпретација за 'X' је 'Cross-platform'.  Архивирано на веб-сајту  (10. мај 2003)

### Виљушке
је наставио да користи застарелу верзију GTK+ годинама након што је велика ревизија тог тулкита била доступна. Главни разлог за невољност за побољшање је била чињеница да су многи плагинови прављени за XMMS (од стране трећих лица) зависили од старије верзије GTK+ како би добро фунционисали. Многи програмери такође сматрају да је XMMS лоше дизајниран и тежак за одржавање. Ови фактори су довели до разних виљушки (енгл. Fork) и везаних пројеката:
- Beep Media Player, виљушка која користи GTK+ 2, започета око 2003. године
- Мање позната GTK+ 2 виљушка названа XMMS2, коју је написао Мохамед Самир. Овај пројекат је укинут.
- XMMS2 пројекат, потпуни редизајн XMMSа од стране једног од првобитних аутора - Питер Алм - започет крајем 2002. године.

## Функције
тренутно подржава следеће аудио и видео формате фајлова:
- Аудио ЦД, укључујући CDDB преко FreeDB претраге
- libmikmod подржани формати (укључујући .XM, .MOD, .IT)  Види: MikMod Home
- 1, 2 и 3 (такође познат као MP3), користећи mpg123 библиотеку
- Vorbis
- WAV
- TTA подршка је преко плагина трећег лица
- WavPack са подршком преко плагина трећег лица
- speex формат за висококвалитетну компресију говора преко плагина
- FLAC подршка је преко плагина у FLAC библиотеци
- AAC подршка је преко faad2 библиотеке, подржавајући m4a фајлове
- WMA Ограничена подршка за плагин трећег лица. Види: https://web.archive.org/web/20130715120646/http://mcmcc.bat.ru/xmms-wma/
- Monkey's Audio кодек .ape фајлови - подршка посредством mac-port project плагина

XMMS подржава Icecast и SHOUTcast стримовање и компатибилан је са Винамп 2 кожама.